# Боббитт, Шеннон
Шеннон Дениз Боббитт (англ. Shannon Denise Bobbitt; родилась 6 декабря 1985 года в Бронксе, Нью-Йорк, США) — американская профессиональная баскетболистка, выступавшая в женской национальной баскетбольной ассоциации (ВНБА). Она была выбрана на драфте ВНБА 2008 года во втором раунде под общим пятнадцатым номером командой «Лос-Анджелес Спаркс». Играла на позиции разыгрывающего защитника.

## Ранние годы
Шеннон Дениз родилась 6 декабря 1985 года в Бронксе, континентальном боро Нью-Йорка, у неё есть пять братьев, Энтони, Тайрон, Стиви, Юджин и Кристофер, и две сестры, Шейрис и Дженнифер, а училась сначала там же в средней школе Сент-Реймондс, а последние два года в соседнем боро в средней школе Марри Бергтраум, в которых выступала за местные баскетбольные команды.